# Andreas Weckwerth
Andreas Weckwerth (* 14. Mai 1974 in Köln) ist ein deutscher katholischer Kirchenhistoriker.

## Leben
Weckwerth besuchte von 1984 bis 1993 das Collegium Josephinum Bonn. Von 1993 bis 2006 studierte er katholische Theologie, klassische Philologie (Latein und Griechisch) und Geschichte an der Universität Bonn, wo er 1999 das Diplom in katholischer Theologie ablegte. 2003 wurde er mit einer Arbeit über das erste Konzil von Toledo im Fach Kirchengeschichte promoviert. Zeitgleich legte er das Erste Staatsexamen in lateinischer Philologie und katholischer Religionslehre ab. 
2006 wurde er mit der Dissertation Ablauf, Organisation und Selbstverständnis westlicher antiker Synoden im Spiegel ihrer Akten zum Dr. phil. promoviert. Im Anschluss daran arbeitete er als wissenschaftlicher Mitarbeiter an der Universität Bonn.
2015 habilitierte sich Weckwerth im Fach Alte Kirchengeschichte/Patrologie an der Universität Mainz mit einer Arbeit zu Konzeptionen zur kultischen Reinheit in der Spätantike. Seit dem Wintersemester 2016/17 vertrat er die Professur für Alte Kirchengeschichte und Patrologie an der Katholischen Universität Eichstätt-Ingolstadt, die er am 1. Januar 2018 übernahm.

## Monographien
- Das erste Konzil von Toledo. Philologischer und kirchenhistorischer Kommentar zur Constitutio concilii (= Jahrbuch für Antike und Christentum. Ergänzungsband. Kleine Reihe, Band 1). Aschendorff, Münster 2004. ISBN 3-402-08191-1.
- Ablauf, Organisation und Selbstverständnis westlicher antiker Synoden im Spiegel ihrer Akten (= Jahrbuch für Antike und Christentum. Ergänzungsband. Kleine Reihe, Band 5). Aschendorff, Münster 2010. ISBN  978-3-402-10912-0.
- Clavis conciliorum occidentalium septem prioribus saeculis celebratorum. (= Corpus Christianorum. Claves - Subsidia, Band 3). Brepols, Turnhout 2013. ISBN 978-2-503-54820-3